# Sadao Watanabe (musicista)
Sadao Watanabe (in giapponese 渡辺 貞夫?, Watanabe Sadao; Utsunomiya, 1º febbraio 1933) è un sassofonista giapponese. Tra i più conosciuti jazzisti giapponesi della sua generazione, Watanabe ha collaborato con molti artisti di tutto il mondo.

## Biografia
Watanabe nacque nel 1933 a Utsunomiya; suo padre era un cantante e suonatore di biwa professionista. Watanabe si interessò al jazz quando era bambino, in parte a causa del forte impatto culturale esercitato dall'occupazione del Giappone da parte degli USA; imparò a suonare il clarinetto quando frequentava il liceo.
Nel 1951 Watanabe si trasferì a Tokyo e iniziò a suonare il sassofono alto. Nel 1953 imparò a suonare il flauto con Ririko Hayashi dell'Filarmonica di Tokyo. Si unì al Cozy Quartet della pianista Toshiko Akiyoshi, diventandone il leader quando lei si trasferì negli Stati Uniti. Dal 1958 Watanabe iniziò a suonare per altri artisti e in vari quartetti. Pubblicò il suo primo album omonimo nel 1961.
Nel 1962 Watanabe si trasferì a Boston per studiare al Berklee College of Music. In questo periodo il suo stile iniziò a risentire l'influenza della musica brasiliana. Durante la sua permanenza negli USA, collaborò con Gary McFarland, Chico Hamilton e Gábor Szabó.
Tornato a Tokyo nel 1965, Watanabe divenne direttore del nuovo Yamaha Institute of Popular Music. Dal 1966 Watanabe iniziò a tenere concerti in Giappone e all'estero con il suo quartetto, suonando bebop, musica brasiliana, jazz rock, soul e pop. Suonò al fianco di John Coltrane quando questi andò in tournée in Giappone nel 1966. Nel 1970, Watanabe suonò al Newport Jazz Festival.
Nel frattempo, a partire dal 1969, Watanabe lavorò come conduttore radiofonico, promuovendo il genere jazz nel suo paese. Il suo show My Dear Life venne trasmesso per vent'anni a partire dal 1972. Il musicista giapponese continuò a collaborare con artisti internazionali, tra cui Chick Corea, Jack DeJohnette e Miroslav Vitouš. Watanabe è anche un artista molto prolifico: la sua discografia conta infatti oltre 70 album solisti.

## Discografia parziale

### Album in studio
- 1961 – Sadao Watanabe
- 1962 – Cocktails for Two
- 1965 – Plays
- 1966 – Goin' Home - Modern Jazz Album
- 1966 – Jazz & Bossa
- 1967 – Bossa Nova '67
- 1967 – My Romance - Sadao Plays Ballads
- 1967 – Encore!! Jazz & Bossa - Sadao Meets Sharps & Flats
- 1967 – Jazz Samba
- 1967 – Charlie Mariano & Sadao Watanabe
- 1967 – Iberian Waltz
- 1968 – We Got a New Bag